# Héliobactéries
 (avril 2025).
Heliobacteriaceae
Ne doit pas être confondu avec Helicobacter.
Genre
« Héliobactéries » est un nom générique pour désigner les bactéries de la famille des Heliobacteriaceae. Ce sont des bactéries photosynthétiques très particulières, les seules qui le soient dans leur phylum (Bacillota), et les seules bactéries photosynthétiques gram positives. Contrairement aux cyanobactéries et d'autres bactéries photosynthétiques, elles sont hétérotrophes, on les qualifie donc de photohétérotrophes. Elles utilisent un pigment photosynthétique connu uniquement chez elles, la bactériochlorophylle g (les bactériochlorophylles sont spécifiques aux bactéries, particulièrement celles qui font de la photosynthèse anoxygénique).
Comme de nombreuses bactéries parmi les Bacillota, les héliobactéries sont capables de former des endospores. Elles sont aussi capables de fixer le diazote, capacité rare même chez les bactéries, et forment de ce fait des symbioses avec les racines de plantes, lesquelles sont incapables de le faire (de telles symbioses sont courantes dans la nature, par exemple les bactéries du genre Rhizobium chez les Fabacées).
Ces bactéries sont anaérobies strictes, c'est-à-dire qu'elles n'utilisent pas le dioxygène comme accepteur final d'électrons et ne peuvent pas supporter sa présence (car il inactive leur bactériochlorophylle). Elles sont essentiellement terrestres, et de distribution cosmopolite.